# Ager Praetutianus
Ager Praetutianus, latin för "Den praetutianska åkern", eller tolkat som "Praetutiiernas område". var en del av antikens Picenum. Området sträckte sig mellan floderna Vomano och Albula som man fortfarande inte identifierat. Troligen sträckte sig deras område upp till floden Salinello  och avgränsades i öster av Adriatiska havet.
Romarna (under M Curius Dentatus) erövrade Ager Praetutianus år 290 f.Kr. Området tycks innan dess ha haft civitas sine sufragio (det vill säga medborgarskap utan rösträtt) och fick ett halvsekel efter erövrandet fullständigt romerskt medborgarskap. Efter erövringen etablerades den latinska kolonin Hatria i Ager Praetutianus.
I Augustus regionindelning 7 e.Kr. av Apenninska halvön lades Ager Praetutianus i samma region (region VI) som Umbrien.